# وولا اوخروسکا
وولا اوخروسکا (به لاتین: Wola Uhruska) یک روستا در لهستان است که در گمینا وولا اوخروسکا واقع شده‌است.